# Pterocheilus trichogaster
Pterocheilus trichogaster är en stekelart som beskrevs av Richard Mitchell Bohart 1940. Pterocheilus trichogaster ingår i släktet palpgetingar, och familjen Eumenidae. Inga underarter finns listade i Catalogue of Life.